# Lumbricillus merriami
Lumbricillus merriami är en ringmaskart som beskrevs av Eisen 1904. Lumbricillus merriami ingår i släktet Lumbricillus och familjen småringmaskar. Inga underarter finns listade i Catalogue of Life.